# Tromsø Skyrace
La Tromsø Skyrace est une épreuve de skyrunning disputée à Tromsø en Norvège de 2014 à 2023.

## Histoire
En 2011, la skieuse alpiniste suédoise Emelie Forsberg s'installe à Tromsø pour étudier à l'université de Tromsø. Elle fait par la suite la rencontre de l'Espagnol Kílian Jornet. Férus de sports de montagne, le couple prend plaisir à découvrir les montagnes autour de Tromsø et notamment celles de Hamperokken (en) et Tromsdalstinden. S'illustrant dans la discipline du skyrunning, le couple songe alors à utiliser leur terrain de jeu pour y tracer les parcours de nouvelles courses. Ils concrétisent leur idée en créant la Tromsø Skyrace en 2014 qui se compose de deux tracés très techniques, un SkyMarathon de 42 kilomètres qui passe par le Hamperokken et une SkyRace de 21 kilomètres passant par le Tromsdalstind,.
La course connaît un succès fulgurant et rejoint le calendrier de la Skyrunner World Series dès sa seconde édition. Une épreuve de kilomètre vertical sur le Store Blåmann (en) est ajoutée à l'événement.
En 2016, pour des questions d'organisation, le départ des épreuves est déplacé à l'hôtel The Edge, rallongeant les deux parcours d'environ huit kilomètres.
En 2017, le Blåmann Vertical rejoint le calendrier de la saison inaugurale du Vertical Kilometer World Circuit.
L'édition 2020 est annulée en raison de la pandémie de Covid-19. En 2021, seul le Blåmann Vertical est annulé, toujours en raison de la pandémie.
Le Blåmann Vertical est annulé en 2022 faute d'inscriptions suffisantes rendant l'avenir de cette épreuve incertain.
En 2023, les organisateurs déclarent que la huitième édition de l'événement est la dernière et qu'elle ne serait plus reconduite par la suite.

## Parcours

### Hamperokken SkyRace
Le départ est donné au Clarion Hotel The Edge à Tromsø. Le parcours traverse le pont de Tromsø puis effectue l'ascension du Bønntuva et ensuite celle du Tromsdalstinden. Le parcours descend dans la vallée de Ramfjordmoen et effectue l'ascension puis la descente du Hamperokken (en). Le parcours suit ensuite le même chemin en sens inverse jusqu'au sommet du Tromsdalstind. Il redescend dans le vallon de Tromsdalen et rejoint Tromsø jusqu'à l'arrivée au même point que le départ. Il mesure 57 km pour 4 800 m de dénivelé positif et négatif.

### Tromsdalstind SkyRace
Le parcours suit le tracé de la Hamperokken SkyRace jusqu'au sommet du Tromsdalstind puis effectue le retour jusqu'à Tromsø. Il mesure 32 km pour 2 000 m de dénivelé positif et négatif.

### Blåmann Vertical
Le départ est donné au bord du Kaldfjorden au pied du Store Blåmann (en). Le parcours suit le sentier de randonnée jusqu'au sommet. Il mesure 2,7 km pour 1 044 m de dénivelé positif.

## Vainqueurs

### Hamperokken SkyRace
| Édition | Date | Hommes                                              | Hommes                                              | Hommes                                              | Femmes                                              | Femmes                                              | Femmes                                              |
| ------- | ---- | --------------------------------------------------- | --------------------------------------------------- | --------------------------------------------------- | --------------------------------------------------- | --------------------------------------------------- | --------------------------------------------------- |
|         |      | Rang                                                | Athlète                                             | Temps                                               | Rang                                                | Athlète                                             | Temps                                               |
| 1re     | 2014 | 1er                                                 | Eirik Haugsnes                                      | 6 h 38 min 30 s                                     | 13e                                                 | Hana Krajníková                                     | 9 h 49 min 48 s                                     |
| 2e      | 2015 | 1er                                                 | Jonathan Albon                                      | 6 h 8 min 41 s                                      | 13e                                                 | Emelie Forsberg                                     | 7 h 9 min 54 s                                      |
| 3e      | 2016 | 1er                                                 | Tom Owens                                           | 6 h 45 min 15 s                                     | 18e                                                 | Jasmin Paris                                        | 8 h 43 min 53 s                                     |
| 3e      | 2017 | 1er                                                 | Jonathan Albon — 2e victoire                        | 7 h 1 min 1 s                                       | 15e                                                 | Maite Maiora                                        | 8 h 21 min 21 s                                     |
| 4e      | 2018 | 1er                                                 | Jonathan Albon — 3e victoire                        | 7 h 4 min 6 s                                       | 9e                                                  | Hillary Gerardi                                     | 8 h 14 min 9 s                                      |
| 5e      | 2019 | 1er                                                 | Jonathan Albon — 4e victoire                        | 6 h 54 min 30 s                                     | 9e                                                  | Johanna Åström                                      | 8 h 0 min 49 s                                      |
| -       | 2020 | Course annulée en raison de la pandémie de Covid-19 | Course annulée en raison de la pandémie de Covid-19 | Course annulée en raison de la pandémie de Covid-19 | Course annulée en raison de la pandémie de Covid-19 | Course annulée en raison de la pandémie de Covid-19 | Course annulée en raison de la pandémie de Covid-19 |
| 6e      | 2021 | 1er                                                 | Lars Olaf Haaheim                                   | 8 h 17 min 31 s                                     | 11e                                                 | Therese Årvik                                       | 9 h 45 min 5 s                                      |
| 7e      | 2022 | 1er                                                 | Louison Coiffet                                     | 7 h 10 min 36 s                                     | 12e                                                 | Oihana Azkorbebeitia                                | 9 h 4 min 48 s                                      |
| 8e      | 2023 | 1er                                                 | Erland Eldrup                                       | 7 h 35 min 13 s                                     | 4e                                                  | Yngvild Kaspersen                                   | 7 h 42 min 17 s                                     |

### Tromsdalstind SkyRace
| Édition | Date | Hommes                                              | Hommes                                              | Hommes                                              | Femmes                                              | Femmes                                              | Femmes                                              |
| ------- | ---- | --------------------------------------------------- | --------------------------------------------------- | --------------------------------------------------- | --------------------------------------------------- | --------------------------------------------------- | --------------------------------------------------- |
|         |      | Rang                                                | Athlète                                             | Temps                                               | Rang                                                | Athlète                                             | Temps                                               |
| 1re     | 2014 | 1er                                                 | Dakota Jones                                        | 2 h 25 min 19 s                                     | 3e                                                  | Yngvild Kaspersen                                   | 2 h 28 min 46 s                                     |
| 2e      | 2015 | 1er                                                 | Stian Angermund                                     | 2 h 2 min 7 s                                       | 7e                                                  | Yngvild Kaspersen — 2e victoire                     | 2 h 19 min 28 s                                     |
| 3e      | 2016 | 1er                                                 | David Holmberg                                      | 3 h 13 min 31 s                                     | 7e                                                  | Arja Arnesen                                        | 3 h 22 min 5 s                                      |
| 3e      | 2017 | 1er                                                 | Hubert Fortin                                       | 3 h 8 min 26 s                                      | 16e                                                 | Marianne Fatton                                     | 3 h 36 min 58 s                                     |
| 4e      | 2018 | 1er                                                 | Eirik Haugsnes                                      | 2 h 58 min 1 s                                      | 16e                                                 | Arja Arnesen — 2e victoire                          | 3 h 26 min 17 s                                     |
| 5e      | 2019 | 1er                                                 | Damien Humbert                                      | 2 h 58 min 3 s                                      | 11e                                                 | Barbara Trunkelj                                    | 3 h 29 min 14 s                                     |
| -       | 2020 | Course annulée en raison de la pandémie de Covid-19 | Course annulée en raison de la pandémie de Covid-19 | Course annulée en raison de la pandémie de Covid-19 | Course annulée en raison de la pandémie de Covid-19 | Course annulée en raison de la pandémie de Covid-19 | Course annulée en raison de la pandémie de Covid-19 |
| 6e      | 2021 | 1er                                                 | Andre Lenningsvik                                   | 3 h 5 min 30 s                                      | 19e                                                 | Silja Fjærestad Hønsi                               | 4 h 9 min 18 s                                      |
| 7e      | 2022 | 1er                                                 | Luka Kovačič                                        | 3 h 2 min 9 s                                       | 10e                                                 | Giulia Mazzotti                                     | 3 h 50 min 9 s                                      |
| 8e      | 2023 | 1er                                                 | Vegard Øie                                          | 2 h 53 min 48 s                                     | 14e                                                 | Veronika Kalinina                                   | 3 h 30 min 34 s                                     |

### Blåmann Vertical
| Édition | Date | Hommes                                              | Hommes                                              | Hommes                                              | Femmes                                              | Femmes                                              | Femmes                                              |
| ------- | ---- | --------------------------------------------------- | --------------------------------------------------- | --------------------------------------------------- | --------------------------------------------------- | --------------------------------------------------- | --------------------------------------------------- |
|         |      | Rang                                                | Athlète                                             | Temps                                               | Rang                                                | Athlète                                             | Temps                                               |
| 1re     | 2015 | 1er                                                 | Stian Angermund                                     | 35 min 20 s                                         |                                                     | Emelie Forsberg                                     | 43 min 41 s                                         |
| 3e      | 2016 | 1er                                                 | Stian Angermund — 2e victoire                       | 37 min 0 s                                          | 14e                                                 | Emelie Forsberg — 2e victoire                       | 44 min 49 s                                         |
| 3e      | 2017 | 1er                                                 | Stian Angermund — 3e victoire                       | 36 min 59 s                                         | 14e                                                 | Eli Anne Dvergsdal                                  | 45 min 58 s                                         |
| 4e      | 2018 | 1er                                                 | Eirik Haugsnes                                      | 39 min 45 s                                         | 16e                                                 | Therese Sjursen                                     | 48 min 3 s                                          |
| 5e      | 2019 | 1er                                                 | Damien Humbert                                      | 38 min 10 s                                         | 9e                                                  | Johanna Åström                                      | 43 min 28 s                                         |
| -       | 2020 | Course annulée en raison de la pandémie de Covid-19 | Course annulée en raison de la pandémie de Covid-19 | Course annulée en raison de la pandémie de Covid-19 | Course annulée en raison de la pandémie de Covid-19 | Course annulée en raison de la pandémie de Covid-19 | Course annulée en raison de la pandémie de Covid-19 |
| -       | 2021 | Course annulée en raison de la pandémie de Covid-19 | Course annulée en raison de la pandémie de Covid-19 | Course annulée en raison de la pandémie de Covid-19 | Course annulée en raison de la pandémie de Covid-19 | Course annulée en raison de la pandémie de Covid-19 | Course annulée en raison de la pandémie de Covid-19 |